# Obórki (Olszanka)
Obórki (deutsch: Schönfeld) ist ein Dorf der Landgemeinde Olszanka (Alzenau) im Powiat Brzeski der Woiwodschaft Opole in Polen.

## Geographie
Das Angerdorf Obórki liegt rund sieben Kilometer südöstlich von Olszanka, 16 Kilometer südöstlich von Brzeg (Brieg) und 35 Kilometer nordwestlich von Opole (Oppeln) in der Schlesischen Tiefebene. Durch den Ort verlaufen die Woiwodschaftsstraßen 401 und 458. Östlich des Dorfes liegt der Pępicki Potok (Pampitzer Bach).
Nachbarorte von Obórki sind im Nordwesten Pępice (Pampitz), im Nordosten Krzyżowice (Kreisewitz), im Osten Olszanka (Alzenau), im Süden Jankowice Wielkie (Groß Jenkwitz) und im Westen Przylesie (Konradswaldau).

## Geschichte

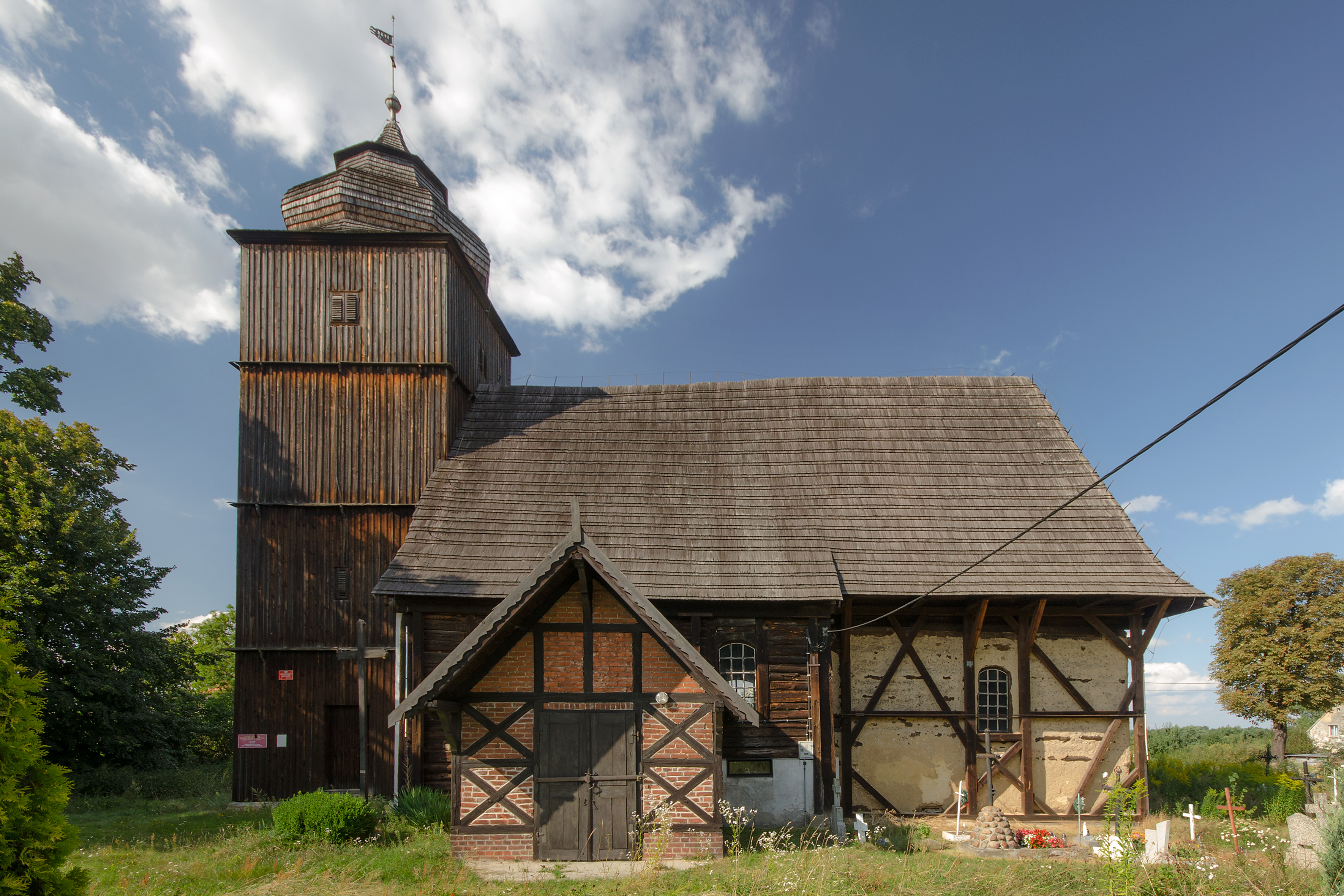
Kirche St. Petrus und Paulus

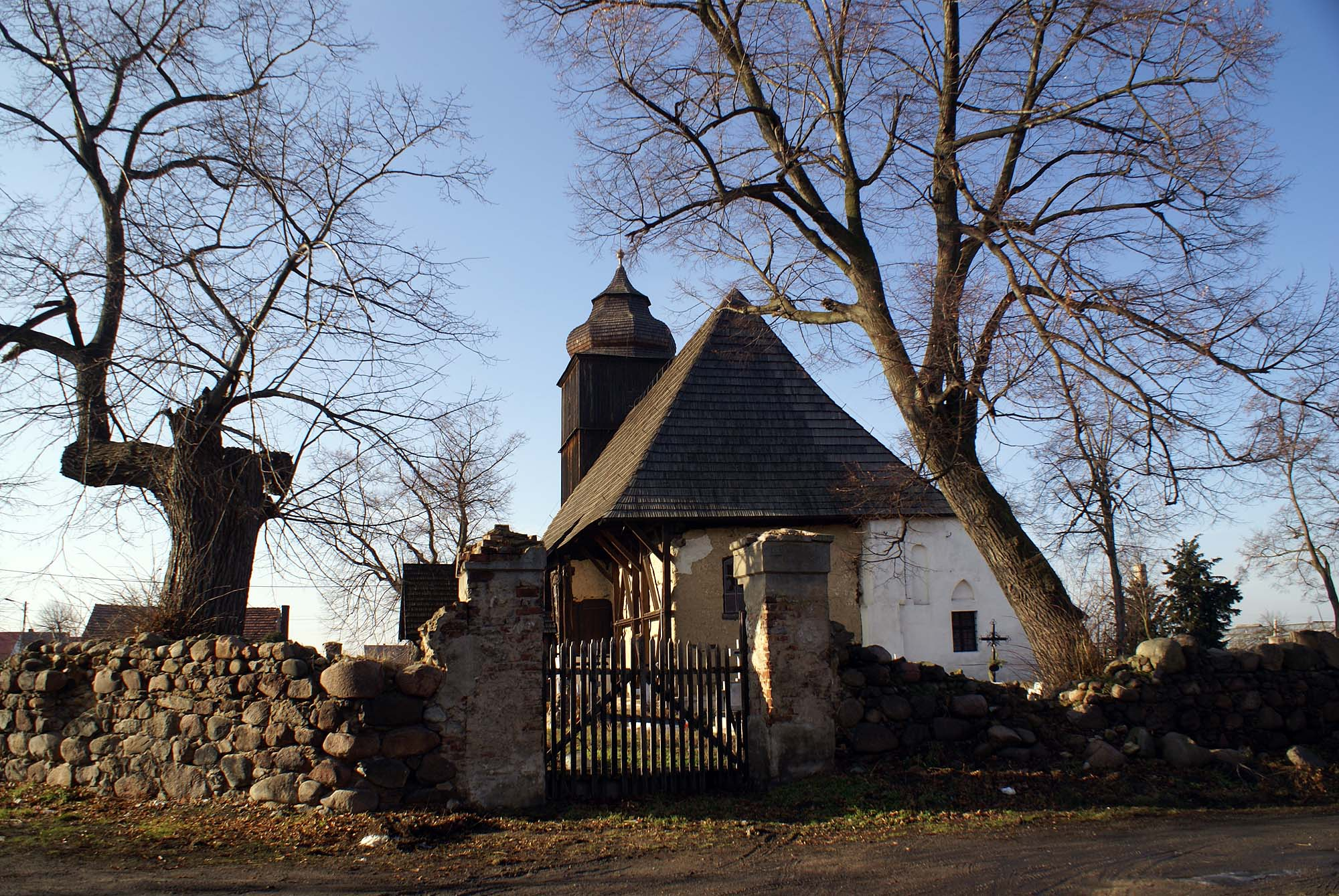
Steinmauer um die Dorfkirche

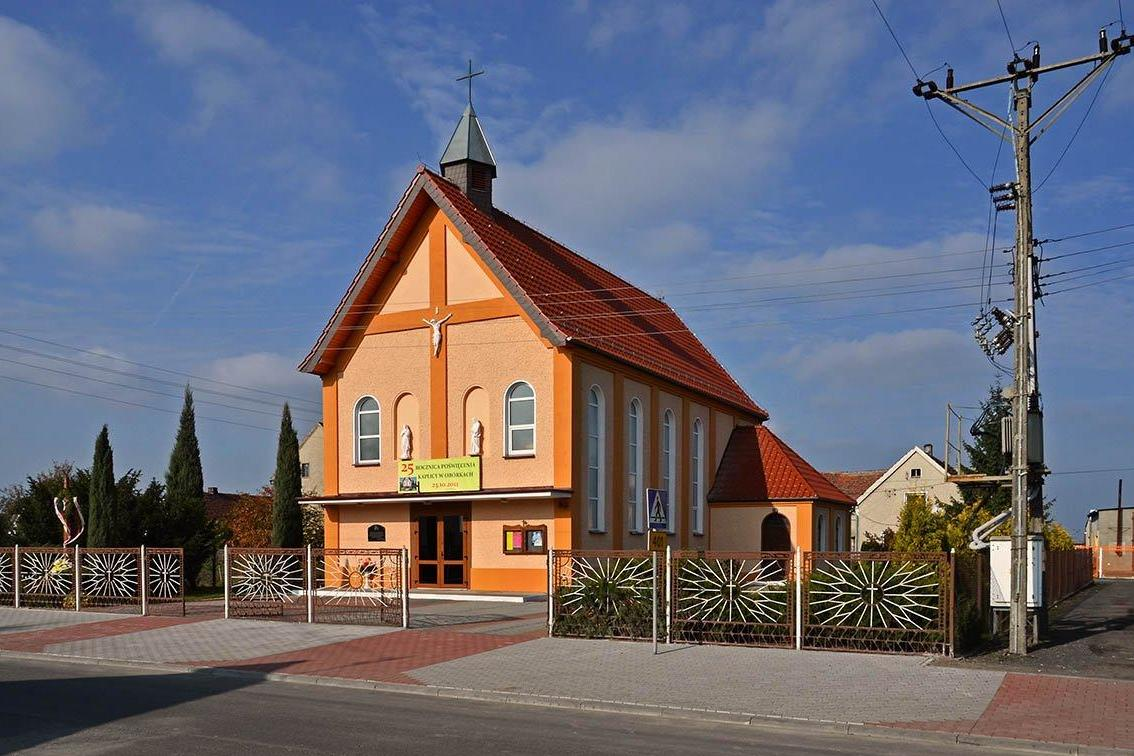
Kreuzerhöhungskirche

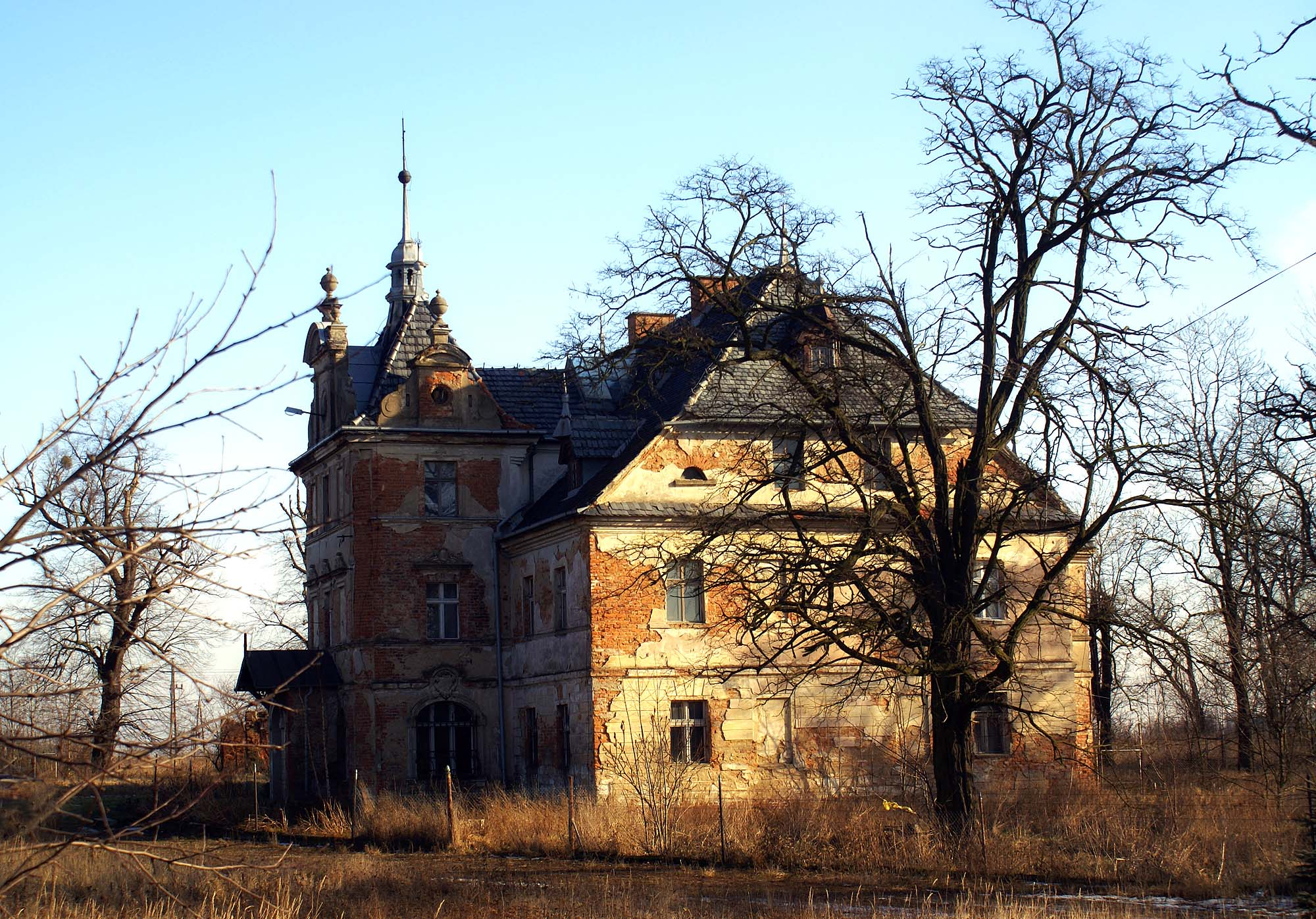
Schloss Schönfeld

Der Ort wurde 1358 erstmals als „Schönynwelth“ erwähnt.
Nach dem Ersten Schlesischen Krieg 1742 fiel Schönfeld mit dem größten Teil Schlesiens an Preußen.
Nach der Neuorganisation der Provinz Schlesien gehörte die Landgemeinde Schönfeld ab 1818 zum Landkreis Brieg, mit dem es bis 1945 verbunden blieb. 1845 bestanden im Dorf eine evangelische Kirche, eine evangelische Schule, ein Schloss, ein Vorwerk eine Brennerei und weitere 78 Häuser. Im gleichen Jahr lebten in Schönfeld 386 Einwohner, davon 18 katholisch. 1874 wurde der Amtsbezirk Schönfeld gegründet. Erster Amtsvorsteher war der Gutsbesitzer Winckler. 1885 lebten 405 Einwohner in Schönfeld. 1933 wurden 439 Einwohner gezählt und 1939 waren es 437.
Als Folge des Zweiten Weltkriegs fiel Schönwalde 1945 mit dem größten Teil Schlesiens an Polen. Nachfolgend wurde es in Obórki umbenannt und der Woiwodschaft Schlesien angeschlossen. Die deutsche Bevölkerung wurde, soweit sie nicht vorher geflohen war, weitgehend vertrieben. Die neu angesiedelten Bewohner waren teilweise Zwangsumgesiedelte aus Ostpolen, das an die Sowjetunion gefallen war. 1950 wurde es der Woiwodschaft Oppeln und 1999 dem neu gegründeten Powiat Breszki eingegliedert.

## Sehenswürdigkeiten
- Die Polnisch-katholische Kirche St. Petrus und Paulus ist eine Schrotholzkirche im Dorfkern. Eine erste Kirche wurde bereits 1335 erwähnt. Das heutige Gebäude entstand im 16. Jahrhundert. Seit der Reformation 1534 bis 1945 diente das Gotteshaus der evangelischen Gemeinde. 1685 wurde die Kirche mit Stiftungsmitteln des Carl von Mincowietz umgebaut. Der Glockenturm mit Zwiebelhelm an der Westseite entstand um 1755 in Fachwerkbauweise. Die Malereien im Langhaus und Chor wurden 1685 geschaffen. Die Kanzel entstand im dritten Viertel des 17. Jahrhunderts; das Taufbecken stammt aus dem 16. Jahrhundert. Der gotische Flügelaltar aus dem Jahr 1450 befindet sich (seit 1945?) im Brieger Museum. Umgeben ist die Kirche von einer Steinmauer aus dem 15. und 16. Jahrhundert.[5] Die Kirche steht seit 1963 unter Denkmalschutz.[6]
- Die römisch-katholische Kreuzerhöhungskirche wurde zwischen 1981 und 1986 erbaut.[7]
- Das Schloss Schönfeld im Stil des Neubarock wurde 1888 errichtet. Das zweigeschossige Gebäude mit hohem Dachgeschoss besitzt an der Nordfassade einen dreigeschossigen Volutengiebel.[5] Das Schloss steht seit 1966 unter Denkmalschutz.[6]
- Umgeben ist das Schloss von einem Landschaftspark, der in der Mitte des 19. Jahrhunderts angelegt wurde.[5]